# Swetlana (Vorname)
Swetlana (auch: Svetlana; russisch und serbisch Светлана, ukrainisch Switlana / Світлана) ist ein slawischer weiblicher Vorname.

## Bedeutung
Die Bedeutung des Namens ist Die Helle (Das Licht) oder Die Weiße oder auch „die Licht bringende“. Sehr populär ist der Name vor allem in Russland, der Ukraine, Belarus und Serbien. Die gebräuchlichen Koseformen des Namens sind Sweta, Ceca und Lana. Der Name geht auf Alexander Wostokow und eine Ballade Wassili Schukowskis zurück. Auf Griechisch heißt der Name Fotini.

## Namenstage
- 26. Februar
- 15. März[1]
- 2. April
- 2. November

## Bekannte Namensträgerinnen

### Swetlana
- Swetlana Alexijewitsch (* 1948), belarussisch-russische Schriftstellerin
- Swetlana Iossifowna Allilujewa (1926–2011), Tochter von Josef Stalin
- Swetlana Baburyna (* 1985), ukrainische Beachvolleyballspielerin
- Swetlana Wladimirowna Bogdanowa (* 1964), russische Handballspielerin
- Swetlana Jurjewna Bubnenkowa (* 1973), russische Radrennfahrerin und zweifache Weltmeisterin
- Swetlana Wassiljewna Chorkina (* 1979), russische Turnerin
- Swetlana Fjodorowna Daniltschenko (1938–2008), sowjetische Schauspielerin
- Swetlana Jewgenjewna Feofanowa (* 1980), russische Leichtathletin
- Swetlana Alexejewna Gannuschkina (* 1942), russische Mathematikerin und Menschenrechtlerin
- Swetlana Geier (1923–2010), russisch-deutsche Literaturübersetzerin
- Swetlana Walentinowna Gontscharenko (* 1971), ehemalige russische Sprinterin
- Swetlana Georgijewna Grinberg (* 1944), russische Tischtennisspielerin
- Swetlana Heger (* 1968), tschechische Künstlerin
- Swetlana Irekowna Ischmuratowa (* 1972), ehemalige russische Biathletin
- Swetlana Alexejewna Karpinskaja (1936–2016), sowjetische bzw. russische Schauspielerin
- Swetlana Alexandrowna Kusnezowa (* 1985), russische Tennisspielerin
- Swetlana Michailowna Loschtschinina (1944–1988), sowjetische Schauspielerin
- Swetlana Issaakowna Masowezkaja (1925–2014), sowjetische bzw. israelische Schauspielerin, Synchronsprecherin, Schauspiellehrerin und Radiosprecherin
- Swetlana Alexandrowna Masterkowa (* 1968), ehemalige russische Mittelstreckenläuferin
- Swetlana Wladimirowna Medwedewa (* 1965), Frau des russischen Politikers und ehemaligen Präsidenten Dmitri Medwedew
- Swetlana Wjatscheslawowna Nageikina (* 1965), russische Skilangläuferin
- Swetlana Jewgenjewna Sawizkaja (* 1948), russische Kosmonautin
- Swetlana Schönfeld (* 1951), deutsche Film- und Theaterschauspielerin
- Swetlana Sergejewna Schurowa (* 1972), ehemalige russische Eisschnellläuferin
- Swetlana Jurjewna Slepzowa (* 1986), russische Biathletin und Olympiasiegerin
- Swetlana Semjonowna Tschatschawa (1926–2003), sowjetische bzw. russische Schauspielerin und Synchronsprecherin
- Swetlana Ulmassowa (1953–2009), sowjetische Leichtathletin

### Svetlana
- Svetlana, Sängerin und Teilnehmerin am Eurovision Song Contest 1982 für Luxemburg
- Svetlana Alpers (* 1936), US-amerikanische Professorin für Kunstgeschichte an der UC Berkeley, Kalifornien
- Svetlana Dašić-Kitić (* 1960), ehemalige bosnische Handballspielerin
- Svetlana Jitomirskaya (* 1966), russisch-US-amerikanische Mathematikerin
- Svetlana Kopystiansky (* 1950), russisch-US-amerikanische Künstlerin
- Svetlana Lavochkina (* 1973), jüdische deutsche Schriftstellerin und Literaturübersetzerin
- Svetlana Makarovič (* 1939), slowenische Dichterin, Schriftstellerin, Schauspielerin und Illustratorin
- Svetlana Myartseva (* 1937), russische, turkmenische und mexikanische Entomologin und Hochschullehrerin
- Svetlana Ognjenović (* 1981), serbische Handballspielerin
- Svetlana Ražnatović (* 1973), serbische Folk-/Turbo-Folk-Sängerin
- Svetlana Șepelev-Tcaci (* 1969), moldauische Marathonläuferin
- Svetlana Tširkova (* 1945), ehemalige sowjetische Fechterin estnischer Herkunft
- Svetlana Zilberman (* 1958), sowjetische und israelische Badmintonspielerin belarussischer Herkunft

### Svitlana / Switlana
- Svitlana Azarova (* 1976), ukrainisch-niederländische Komponistin zeitgenössischer klassischer Musik
- Switlana Haljuk (* 1987), ukrainische Radrennfahrerin
- Switlana Hruschko (* 1992), ukrainische Fußballschiedsrichterassistentin
- Switlana Jermolenko (* 1937), ukrainische Sprachwissenschaftlerin
- Switlana Krikontschuk (* 1984), ukrainische Sommerbiathletin
- Switlana Loboda (* 1982), ukrainische Sängerin, Moderatorin und Modedesignerin
- Switlana Masij (* 1968), ukrainische Ruderin
- Switlana Matewuschewa (* 1981), ukrainische Seglerin
- Switlana Sahinajtschenko (1957–2015), sowjetisch-ukrainische Festkörperphysikerin
- Switlana Sajenko (* 1982), ukrainische Ringerin, startet seit 2012 für die Republik Moldau
- Switlana Serbina (* 1980), ehemalige ukrainische Wasserspringerin
- Switlana Stanko (* 1976), ukrainische Marathonläuferin
- Switlana Tschernjawska (* 1984), ukrainische Gewichtheberin